# Alcyonidium rylandi
Alcyonidium rylandi is een mosdiertjessoort uit de familie van de Alcyonidiidae. De wetenschappelijke naam van de soort is voor het eerst geldig gepubliceerd in 2005 door d'Hondt & Goyffon.